# 勢力均衡
勢力均衡（せいりょくきんこう、英：Balance of power）は、19世紀以降、欧州の国際秩序を維持するために各国間の軍事力に一定の等質性（パリティ）を与えることにより、突出した脅威が生み出されることを抑制し、地域不安や紛争の誘因を低下させることを目的として考案されたバランス型の秩序モデル。

## 概要

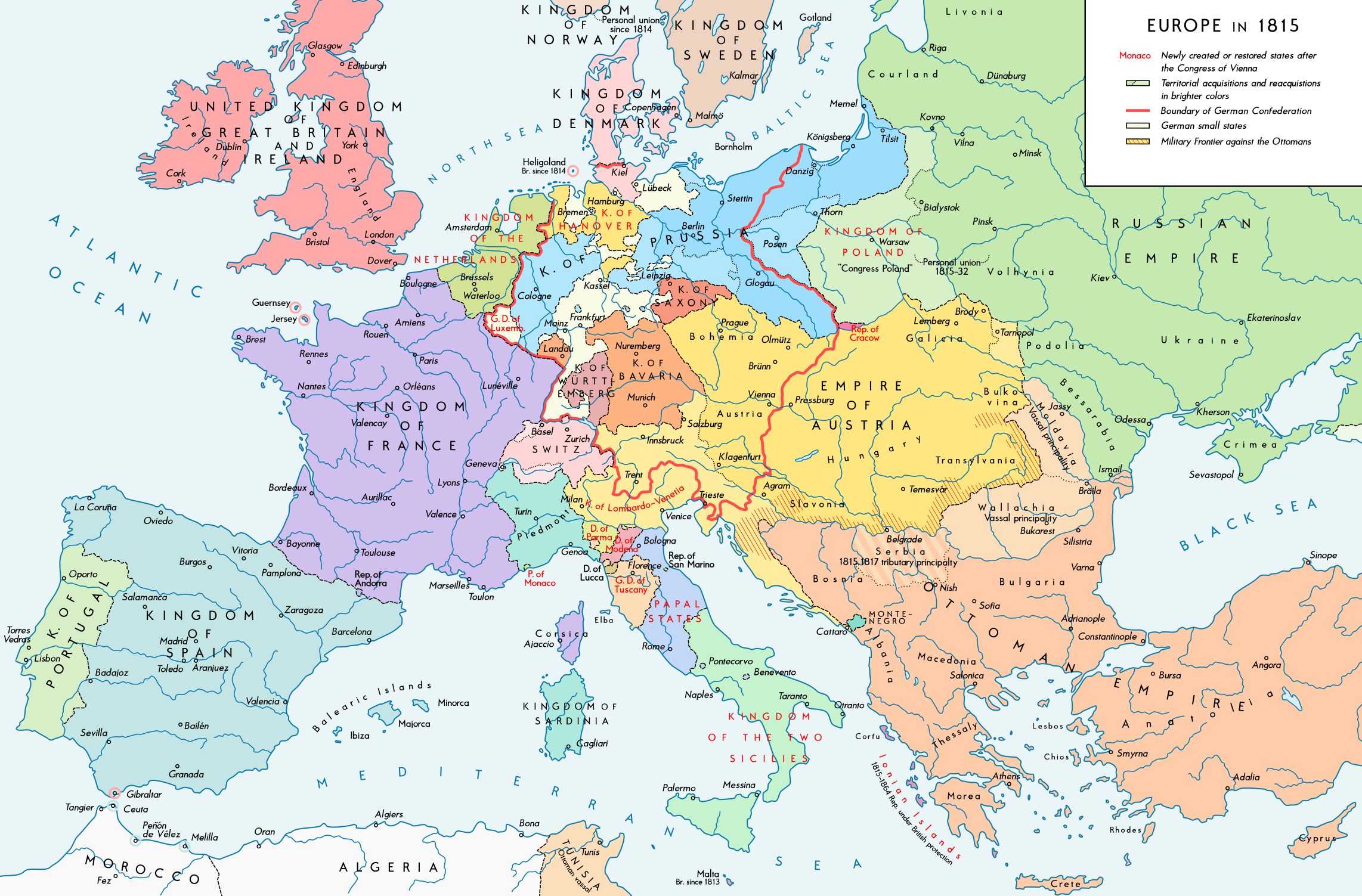
ヨーロッパで国境を再描画（1815年）。ウィーン会議の後

特に勢力均衡を国家戦略として用いたのが「大英帝国」と呼ばれた時期のイギリスであり、イギリスの基本的国益である独立と貿易の安定化のために、交易国たる小国の独立維持に積極的関心を強めた。イギリスは小国の独立を脅かす国はすべて敵国であるという姿勢で臨み、そのため、勢力均衡のためには自国の軍事力を高く維持するという独特な勢力均衡政策がとられたのである。
19世紀のイギリス外相であったジョン・ラッセルは勢力均衡について、ヨーロッパでは要するに数か国の独立を意味すると述べている。均衡関係とは必ずしも友好関係の有無やその程度を示すものではないが、このラッセルの認識は自国の存立や国益の確保のみならず、近隣諸国との相互に等質性そのものに意義を置いていることがわかる。この勢力均衡が安全保障の主流であった時代においては、世界における安全保障の中心はあくまで自国の国家、国民、領土、そして国益の確保を主な使命とする個別安全保障にあった。ヨーロッパにおいては文化的統一性や武器による殺傷能力の限界から勢力均衡が戦争の激化を避けるに至っていることから、勢力均衡体制は当時の政治家、外交官、国際法学者の間では評価されたモデルである。
最も勢力均衡の基礎となったのは、三十年戦争の講和条約であるヴェストファーレン条約によりもたらされたヴェストファーレン体制である。この体制は、19世紀に入りナポレオン戦争によって完全に瓦解するものの、勢力均衡の基本的な枠組は、ウィーン体制などに引継がれる事となった。

## 特徴
勢力均衡の特徴として、一国ないしそれ以上の国々が革命的であれば逆に均衡維持は困難である。勢力均衡とは本来的には対立関係があることを前提として、対立の力関係が崩壊することで戦争が発生する、というものである。勢力均衡の視点に立って、オルガンスキーとカグラーらが普仏戦争はじめ日露戦争、第一次世界大戦、第二次世界大戦を対象に国力が各戦争勃発前の20年間の国力推移を分析したところ、力の差が20%以上の格差がある国の戦争発生率が50%以上に達したという結果を導き出している。
国家間の勢力均衡が成立する要件としては、顕在的であれ、潜在的であれ敵対する国があることが第一の要件といえよう。だが、国際的な協調体制のある地域では存在しない概念といってよい。このことから民族的・文化的・歴史的対立から勢力均衡が生ずることも少なくない。また、不当な国に制裁を加えられる体制があれば勢力均衡の状態は生まれないといわれる。

## 勢力均衡のその後
戦前の歴史を見れば明らかな通り、勢力均衡は結局、戦争を食い止められなかった。こうしたことから、集団安全保障や協調安全保障といった新たな秩序体系が形成され、国際連合による集団安全保障体制が国際秩序の主流になっている。